# Hôtel de Ville (Montfermeil)

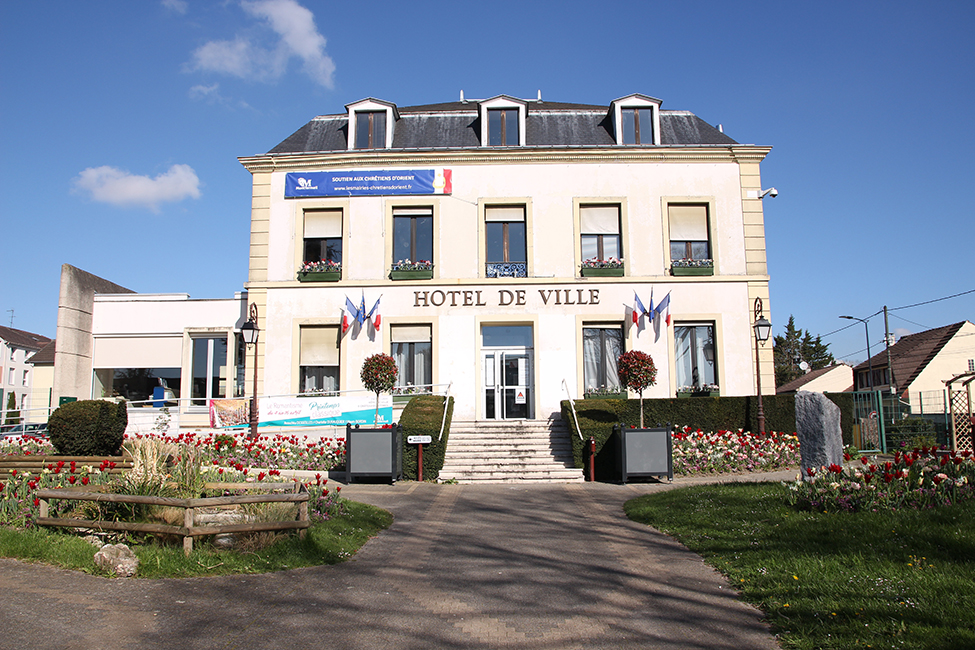
Hôtel de Ville in Montfermeil

Das Hôtel de Ville (deutsch Rathaus) in Montfermeil, einer französischen Gemeinde im Département Seine-Saint-Denis in der Region Île-de-France, wurde 1853 errichtet. Das Hôtel de Ville steht an der Place Jean Mermoz.
In das Gebäude, das ursprünglich als Restaurant für Pariser Ausflügler gebaut wurde, kam vor dem Ersten Weltkrieg ein Kinderheim, das in den 1950er Jahren geschlossen wurde. Die Gemeinde kaufte das Gebäude und richtete 1982 das Rathaus darin ein.